# Parafia św. Józefa Oblubieńca w Skarżysku-Kamiennej
Parafia Świętego Józefa Oblubieńca w Skarżysku-Kamiennej – rzymskokatolicka parafia w Skarżysku-Kamiennej, należąca do dekanatu skarżyskiego w diecezji radomskiej.

## Historia
Parafia została erygowana w 1919 przez ks. bp. Mariana Józefa Ryxa.

## Kościół
Kościół pod wezwaniem Świętego Józefa Oblubieńca w Skarżysku Kamiennej – zbudowany na miejscu pierwotnej kaplicy według projektu arch. Waleriana Wołodźki, przy współpracy inż. Zygmunta Generowicza, wzniesiony został w 1928 staraniem ks. Zygmunta Krysińskiego. Poświęcenia kościoła dokonał 7 grudnia 1928 bp Paweł Kubicki. Restaurowany był w 1984 staraniem ks. Tadeusza Stańkowskiego. Nowy kościół według projektu arch. Janusza Gruszczyńskiego zbudowany został w latach 1990–1994 staraniem ks. Tadeusza Stańkowskiego i ks. Marka Lurzyńskiego. Poświęcił go w 1994 bp Edward Materski. Jest budowlą jednonawową, murowaną, z cegły. W 2021 roku w kościele rozpoczęła się wymiana witraży.

## Terytorium
Do parafii należą ulice: Asfaltowa, Budowlanych, Bukowa, Chałubińskiego, Cicha, Cmentarna, Ekonomii, Energetyków, Jaracza, Jesionowa (numery: 1, 8, 11, 18, 20), Kasztanowa, Klonowa, Krakowska (numery 14-112, 147-249), Krzywa, Legionów, Lipowa, Młodzawy, Mostowa, Multanka, Niepodległości (numery 1-57, 2-64), Niska, Odlewnicza, Ponurego, Prosta, M. Reja, Roweckiego-Grota, Rzeczna, Skalna, Słoneczna, Sportowa, Staffa, Szkolna, Tokarska, Topolowa, Torowa.

## Proboszczowie
- 1942–1952 – ks. Franciszek Chlebny
- 1952–1952 – ks. Jan Wojtysiak
- 1952–1963 – ks. Antoni Boratyński
- 1963–1966 – ks. Jan Bania
- 1966–1981 – ks. Marian Piwowarczyk
- 1981–2002 – ks. prał. Tadeusz Stańkowski
- 2002–2018 – ks. kan. Tadeusz Skrzypczak
- 2018–2019 – ks. kan. Roman Kotlimowski
- od 2019 – ks. Andrzej Niewczas